# قائمة الدول العربية حسب النظام السياسي

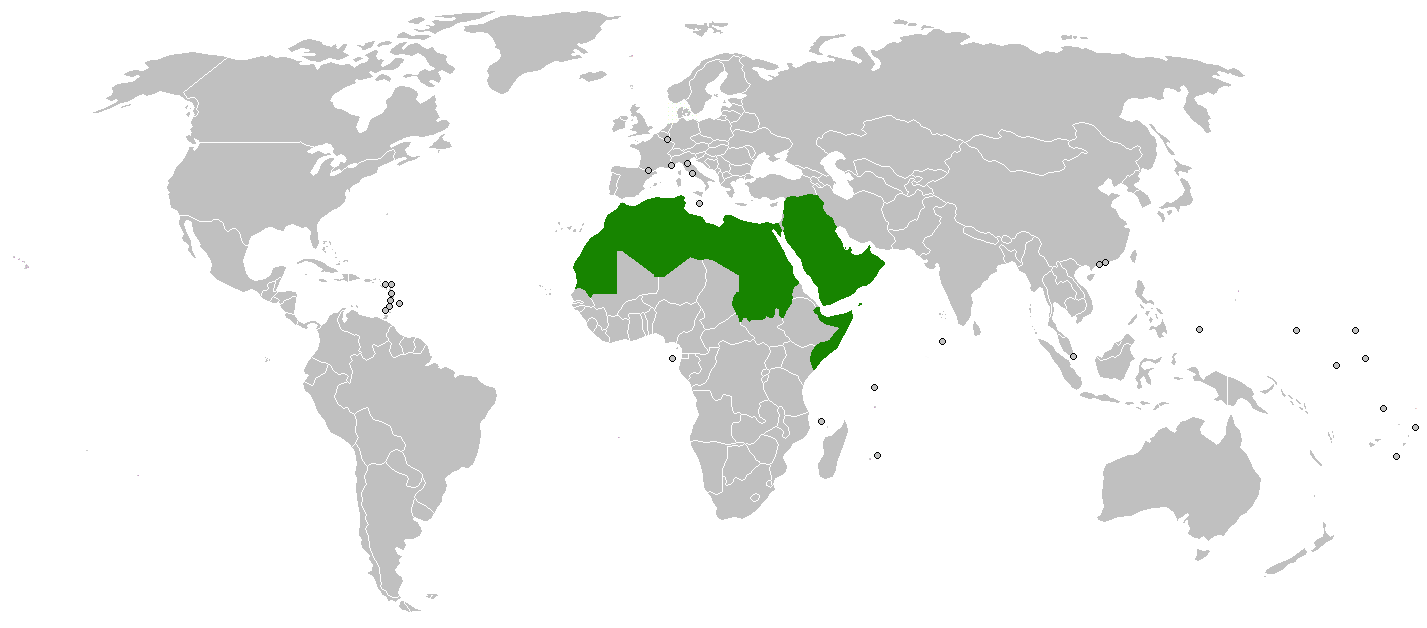
العالم العربي ضمن جامعة الدول العربية باللون الأخضر.

يتألف العالم العربي من  21 دولة، ما بين ملكيات وجمهوريات ويتألف من 7 ممالك و 15 جمهورية.
فيما يلي قائمة بدول الوطن العربي مرتبة بحسب نظام الحكم ومسطرة طبقاً للترتيب الأبجدي في اسم كل دولة.

## القائمة
الدول حسب النظام السياسي:
| الدولة    | الحكم الذاتي | ملكية/جمهورية       | الحكم                | رأس الدولة     | رئيس الحكومة |
| --------- | ------------ | ------------------- | -------------------- | -------------- | ------------ |
| الأردن    | مركزي        | ملكية               | دستورية              | الملك          | رئيس الوزراء |
| الإمارات  | اتحادي       | إتحادي رئاسي، وملكي | رئاسية، وشبه دستورية | الرئيس         | رئيس الوزراء |
| البحرين   | مركزي        | ملكية               | دستورية              | الملك          | رئيس الوزراء |
| تونس      | مركزي        | جمهورية             | رئاسية               | الرئيس         | رئيس الوزراء |
| الجزائر   | مركزي        | جمهورية             | شبه رئاسية           | الرئيس         | رئيس الدولة  |
| جيبوتي    | مركزي        | جمهورية             | شبه رئاسية           | الرئيس         | رئيس الوزراء |
| السعودية  | مركزي        | ملكية               | مطلقة                | الملك          | الملك        |
| السودان   | اتحادي       | جمهورية             | إنتقالية             | الرئيس         | رئيس الدولة  |
| سوريا     | مركزي        | جمهورية             | شبه رئاسية           | الرئيس         | رئيس الوزراء |
| الصومال   | اتحادي       | جمهورية             | برلمانية             | الرئيس         | رئيس الوزراء |
| العراق    | إتحادي       | جمهورية             | برلمانية             | رئيس الجمهورية | رئيس الوزراء |
| عمان      | مركزي        | سلطنة               | مطلقة                | السلطان        | السلطان      |
| فلسطين    | مركزي        | جمهورية             | شبه رئاسية           | الرئيس         | رئيس الوزراء |
| قطر       | مركزي        | امارة               | مطلقة                | الأمير         | رئيس الوزراء |
| جزر القمر | اتحادي       | جمهورية             | رئاسية               | الرئيس         | رئيس الدولة  |
| الكويت    | مركزي        | إمارة               | شبه دستورية          | الأمير         | رئيس الوزراء |
| لبنان     | مركزي        | جمهورية             | برلمانية             | الرئيس         | رئيس الوزراء |
| ليبيا     | مركزي        | جمهورية             | برلمانية انتقالية    | الرئيس         | رئيس الوزراء |
| مصر       | مركزي        | جمهورية             | شبه رئاسية           | الرئيس         | رئيس الوزراء |
| المغرب    | مركزي        | ملكية               | شبه دستورية          | الملك          | رئيس الحكومة |
| موريتانيا | مركزي        | جمهورية             | شبه رئاسية           | الرئيس         | الوزير الأول |
| اليمن     | مركزي        | جمهورية             | إنتقالية             | الرئيس         | رئيس الوزراء |

الصحراء      مركزي.   جمهورية.  انتقائية.    الرئيس.    الرئيس 
الغربية